# (499) Venusia
(499) Venusia est un astéroïde de la ceinture principale extérieure.

## Description
(499) Venusia est un astéroïde de la ceinture principale extérieure découvert par Max Wolf le 24 décembre 1902 à Heidelberg.

## Nom
L'astéroïde est nommé en référence à l'île de Venusia, ou Hven, aujourd'hui Ven, située dans le détroit de l'Øresund entre le Danemark et la Suède, donnée par le roi Frédéric II en 1576 à Tycho Brahe pour ses observatoires Uraniborg et Stjerneborg.
Il a été nommé par Mlle Bruhns, fille de Karl Christian Bruhns, à l'occasion d'une visite en 1904 à Lund des participants d'une réunion de l'Astronomische Gesellschaft.
L'île est aussi honorée par les astéroïdes (379) Huenna et (1678) Hveen.